# Летмогониды
Летмогониды (лат. Laetmogonidae) — семейство голотурий отряда боконогих.
Бентосные животные. Имеют круглое ротовое отверстие на вентральной стороне тела, а также маленькие листовидные щупальца, которыми проталкивают пищу в рот. Встречаются во всех океанах от тропических до полярных вод. Известны в ископаемом виде.

## Классификация
Семейство включает следующие роды:
- Apodogaster Walsh, 1891
- Benthogone Koehler, 1895
- Gebrukothuria Rogacheva & Cross, 2009
- Laetmogone Théel, 1879
- Pannychia Théel, 1882
- Psychronaetes Pawson, 1983